# Paranormale geneeswijze
Met paranormale geneeswijze wordt een geneeswijze bedoeld, waarbij veronderstelde paranormale gaven een genezing zouden bewerkstelligen. Ziekten genezen door handoplegging, sjamanisme en het uitdrijven van kwade geesten zijn voorbeelden van deze praktijk. 
Typisch aan dergelijke vormen van paranormale geneeskunde is het gebruik van rituelen en het beroep doen op onzichtbare entiteiten zoals geesten of gidsen die zich in een andere dimensie zouden bevinden. De 'genezer' is dan een soort sjamaan die bemiddelt tussen de geestenwereld en de materiële wereld.
Onder paranormale (= naast het normale) gaven worden onder meer magnetisme, helderziendheid, helderhorendheid en heldervoelendheid gerekend.